# Anthony van Hoboken
Anthony van Hoboken (Rotterdam, 1887. március 23. – Zürich, 1983. november 1.) holland zenetudós és zenegyűjtő.

## Élete és művei
Eredetileg mérnöknek tanult Delftben, később azonban zenei tanulmányokba kezdett Frankfurtban és Bécsben.
Bach és Brahms zenéinek korai kiadásait kezdte gyűjteni, ma ezt a több mint 5000 tételt magábafoglaló gyűjteményt az Osztrák Nemzeti Könyvtárban őrzik Bécsben.
1938-ban Ausztriából Svájcba költözött.

## Hoboken-Verzeichnis
Legismertebb műve a Hoboken-Verzeichnis (más néven: J. Haydn, Thematisch-bibliographisches Werkverzeichnis, vagy Hoboken-katalógus), J. Haydn teljes életművének tematikus katalógusa, amely alapján Haydn műveit Hoboken-számokkal (röviden: Hob.) jelöljük. A hatalmas munka 1934-ben kezdődött, első kiadására pedig 1957-ben került sor.

## A Hoboken-katalógus fejezetei
- I. Szimfóniák (1-108)
- Ia. Nyitányok (1-16)
- II.  Négy- és többszólamú divertimentók (1-47)
- III. Vonósnégyesek (1-83b)
- IV. Háromszólamú divertimentók (1-11)
- V. Vonóstriók
- VI. Duók
- VII. Versenyművek
- VIII. Indulók
- IX. Táncok
- X. Barytonra írt művek
- XI. Baryton-triók
- XII. Baryton-duók
- XIII. Baryton-versenyek
- XIV. Zongorás divertimentók
- XV. Zongorás triók
- XVa. Zongorás duók
- XVI.  Zongoraszonáták
- XVII. Zongoradarabok
- XVIII. Zongoraversenyek
- XIX. „Flötenuhr”-darabok (Zenélő órákra írt művek)
- XX. Krisztus hét szava a keresztfán – zenekari változat
- XX-2 Krisztus hét szava a keresztfán – kórusváltozat
- XXI. Oratóriumok
- XXII. Misék
- XXIII. Egyéb egyházi művek
- XXIV. Kantáták és áriák zenekarral
- XXV. Két-, három- és négyszólamú énekek
- XXVI. Dalok és kantáták zongorával
- XXVII. Kánonok
- XXVIII. Operák
- XXIX. Marionett-operák (Singspiele)
- XXX. Színpadi zenék
- XXXI. Skót és walesi népdalok feldolgozásai

## Fordítás
- Ez a szócikk részben vagy egészben  az   Anthony van Hoboken című angol Wikipédia-szócikk fordításán alapul.  Az eredeti cikk szerkesztőit annak laptörténete sorolja fel. Ez a jelzés csupán a megfogalmazás eredetét és a szerzői jogokat jelzi, nem szolgál a cikkben szereplő információk forrásmegjelöléseként.